# Euprepiophis
Az Euprepiophis a hüllők (Reptilia) osztályának pikkelyes hüllők (Squamata) rendjébe, ezen belül a siklófélék (Colubridae) családjába tartozó nem.

## Rendszerezésük
A nemet Leopold Fitzinger osztrák zoológus írta le 1843-ban, az alábbi 3 faj tartozik ide: 
- leskelődő sikló (Euprepiophis conspicillata), régebbi nevén (Elaphe conspicillata)
- mandarinsikló (Euprepiophis mandarina), régebbi nevén (Elaphe mandarina)
- Euprepiophis perlacea, régebbi nevén (Elaphe perlacea)